# Return to Player
Return to Player (zkratka RTP, v překladu „návratnost k hráči“) je statistický ukazatel, který udává teoretickou dlouhodobou návratnost do hry vsazených peněz. Prostřednictvím RTP tedy hráči mohou zjistit, kolik se k nim v průměru vrátí peněz z hazardní hry, v dlouhodobém horizontu. RTP se vyjadřuje v procentech a vždy je nižší než 100 %, což znamená pro hráče v delším čase vždy ztrátu (přestože krátkodobě může vyhrát více než do hry vložil).

## Význam pojmu
Return to Player (RTP) je například v zákonu o hazardních hrách označeno jako „výhernost“, což je značně zavádějící. V dlouhodobém horizontu hráči na hazardní hře nikdy nevyhrávají. U některých her může hráč RTP ovlivnit. Platí to zejména u blackjacku, kdy při používání správné strategie výška RTP roste, zatímco při špatné strategii se výrazně snižuje. RTP je dlouhodobý statistický údaj, který nemusí odrážet krátkodobé výsledky. Tzn. v krátkodobém horizontu lze vyhrát i prohrát, ale čím více hráč bude hrát, tím spíše se výhoda casina projeví (a tím spíše o peníze přijde).

### Hazard v Česku
V České republice je provozování hazardních her regulováno zákonem č. 186/2016 Sb., o hazardních hrách. Tento zákon stanovuje, že provozovatelé online kasin musí u jednotlivých her uvádět informace o RTP. Tyto údaje jsou obvykle dostupné v herních plánech nebo přímo u konkrétních her.  Výhernost je v hracím automatu je schvalována ministerstvem a nelze do ní zasahovat. Dlouhodobá teoretická výhernost dosahuje podle typu automatu a hry až 100 %, ovšem dle zákona nesmí tuto hranici přesáhnout. Minimální výhernost nesmí dle zákona klesnout pod 75 %. Na dodržování zákona dohlíží Ministerstvo financí a provádí kontroly provozovatelů hazardních her, včetně ověřování uváděných hodnot RTP.
RTP v kasinech je obvykle udáváno jako rozmezí hodnot. Aktuální RTP tedy může kolísat mezi těmito hodnotami.

## Výpočet
RTP je podíl celkové sumy vyplacených výher a celkové sumy vkladu do hry, vynásobený stem (tj. procento vkladu, které připadne na výhru).
RTP = (Celková suma vyplacených výher / Celková suma vkladů) × 100 %
Pokud má hra RTP 96%, potom se k hráči v průměru vrátí 96 Kč z každých vsazených 100 Kč (tzn. hráč v průměru prodělá 4 Kč na každé vsazené stokoruně).

## RTP vs. House Edge
RTP je v podstatě obrácený údaj k House Edge, tedy k výhodě casina. Zatímco RTP udává, kolik se ze vsazených peněz v průměru vrátí k hráči, House Edge udává, kolik peněz si casino v průměru nechá.
U hry s RTP 96% má casino House Edge 4%.
Oba údaje vyjadřují v podstatě to samé, nicméně v závislosti na tzv. "Efektu rámování" jsou hráči různě vnímány. RTP je přitom pozitivnější varianta sdělení - vyjadřuje, kolik casino ze sázky vrátí, nikoliv kolik vezme.

## Faktory, které ovlivňují výšku RTP
1. Typ hry (např. automaty, ruleta, blackjack)
2. Konkrétní varianta hry
3. Nastavení provozovatele hry
4. Online vs. kamenná casina

## Výška RTP u hazardních her
- Hrací automaty: typicky 85-98 %
- Evropská ruleta: přibližně 97,3 %
- Blackjack (s optimální strategií): až 99,5 %
- Loterie: 30-50 %
- Stírací losy: 60-80 %

Ačkoliv loterie, stírací losy, ale i ruleta mají v porovnání s hracími automaty papírově nižší RTP, z pohledu hráče nepřinášejí tak vysoké ztráty (jsou výhodnější). Může za to fakt, že na celkové ztrátě v hazardní hře se podepisuje, kolik peněz je do hry v součtu vloženo.
Zatímco tiket do loterie, nebo stírací los si hráči zakoupí například jednou, či dvakrát do týdne (a utratí tedy v součtu například 500 Kč), při hraní automatu za 10 Kč / spin prosází za hodinu v součtu třeba i 12.000 Kč. RTP se přitom vypočítává právě z této částky.